# Hypocrisie

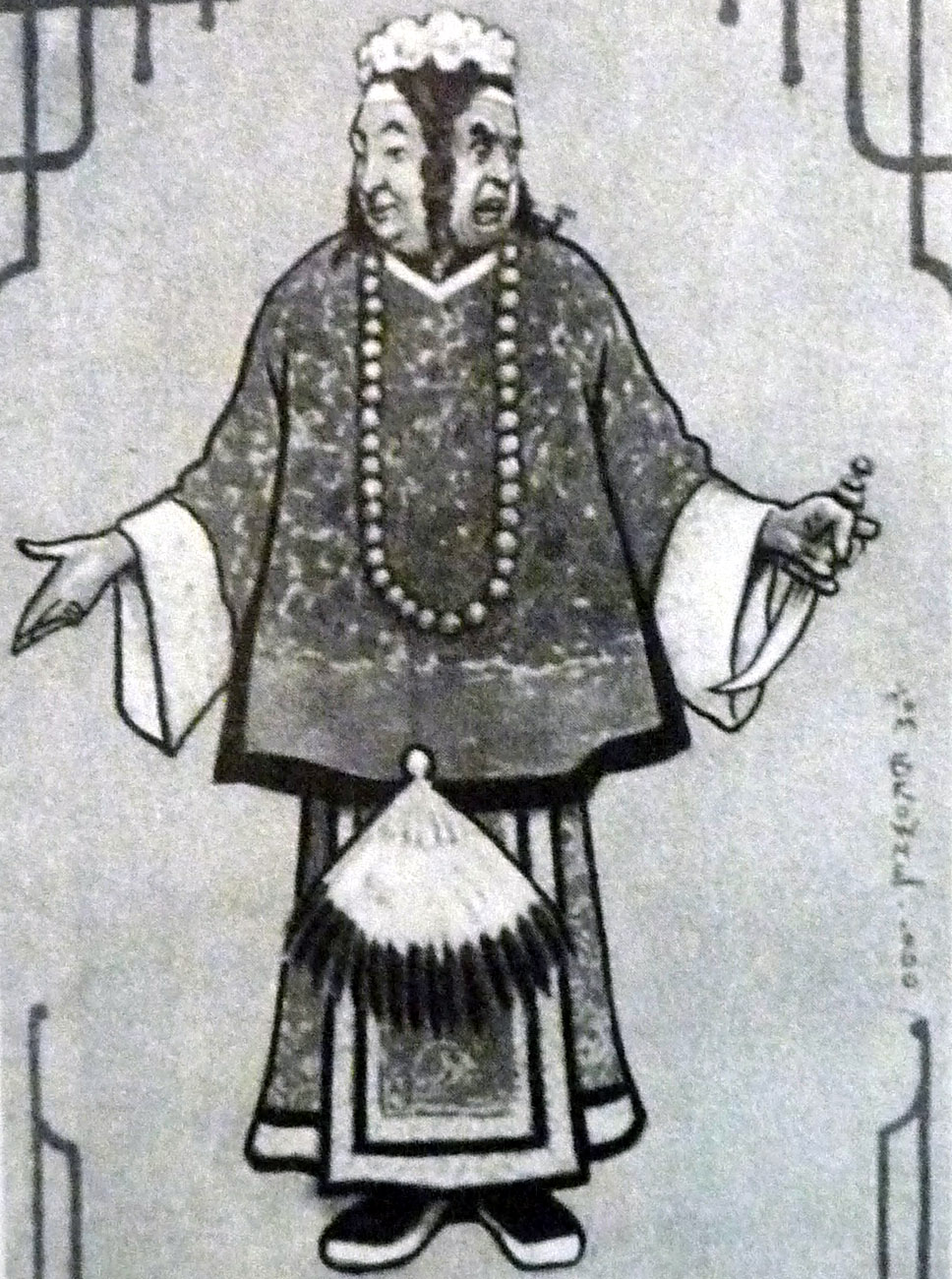
Un hypocrite à 2 visages: la régente Cixi (1835-1908) de Chine.

L'hypocrisie est l'attitude morale par laquelle on exprime des sentiments, des opinions que l'on n'a pas ou que l'on n'approuve pas, ou plus simplement l'acte de mentir consciemment pour s'attirer des faveurs sociales.
Le Vocabulaire de théologie biblique de Xavier Léon-Dufour dit des hypocrites qu'ils sont « ceux dont les conduites n'expriment pas les pensées du cœur ». Plus qu'un manque de sincérité, c'est un manque de loyauté et de droiture. Si le menteur ment contre les faits, l'hypocrite ment contre ses sentiments.
Le langage populaire a des équivalents. Outre le terme de « comédien », dont l'origine étymologique se rapporte à l'idée de jouer un personnage que l'on n'est pas vraiment, on trouve aussi des jurons comme « jésuite », « faux-derche », « faux-cul », « faux-jeton », « entubeur », « bluffeur », qui montrent bien une utilisation savante ou réfléchie de l'apparence. Le personnage de Tartuffe (Molière) est un symbole du détournement de la vérité, tandis que l'expression « faire prendre des vessies pour des lanternes » met ce trait en valeur. On peut aussi considérer l'hypocrisie comme la duplicité typique de ceux « qui se posent en parangons de vertu alors que leur vie n'est que scandales ».
L'accusation d'hypocrisie, souvent latente chez les anciens, (par exemple chez Juvénal ou dans le « Contre les sophistes » de Polycarpe), ou encore dans les évangiles sont particulièrement vécues comme scandaleuses en ce qu'elles constituent une atteinte à l'ordre de la vérité, à l'ordre du monde et de Dieu, et très profondément à la vie sociale.
Par son côté particulièrement proche du mensonge, l'hypocrisie est le contraire de la sincérité qui revient à exprimer fidèlement et avec bonne foi des sentiments ou pensées, à ne pas confondre avec l’honnêteté qui est au sens strict du terme la tendance à exprimer sans dissimulation tous ses sentiments ou pensées.

## Étymologie
Le mot hypocrisie vient du grec ὑπόκρισις / hupókrisis, « action de jouer un rôle » et « feinte, faux-semblant ». Le mot hypocrite est également dérivé du mot grec ὑποκριτής / hupokritḗs, « acteur, comédien » et « fourbe, hypocrite ».
D'un autre côté, le mot peut également se voir comme une fusion entre le préfixe grec hypo- signifiant « sous » et le verbe krinein qui signifie « tamiser » ou « décider ». Ainsi, la signification originale impliquait une déficience dans la capacité de tamiser ou de décider. Cette déficience, en tant qu'elle se rapporte à ses propres croyances et sentiments, nous renseigne sur le sens actuel du mot.[Interprétation personnelle ?][réf. nécessaire]
Alors que hypokrisis s'appliquait à toutes les formes de représentations publiques (y compris l'art de la rhétorique), le mot hypokritēs était un terme technique utilisé par les acteurs et n'était pas approprié pour désigner une personnalité publique. À Athènes, au IVe siècle av. J.-C., par exemple, le grand orateur Démosthène ridiculisait son adversaire Eschine, qui avait été un brillant acteur avant de se lancer en politique, en le taxant d'hypocrite car son habileté à incarner des personnages sur scène faisait de lui un politicien peu digne de confiance. Cette vision négative des hypocrites, peut-être combinée au mépris romain pour les acteurs, a considérablement assombri le sens du mot hypocrisie qui à l'origine était plutôt neutre. C'est le sens originel de l'hypokrisis, celui de « jouer un rôle », c'est-à-dire la supposition d'une personne contrefaite, qui donne au mot moderne « hypocrisie » sa connotation négative.